# Růžena Vintrová
Ing. Dr. Růžena Vintrová, CSc.,roz. Štrajblová (16. prosince 1929 Nekoř – říjen 2013 Praha) byla významná česká ekonomka, která se zabývala makroekonomickou analýzou. Zkoumala souvislosti makroekonomické stability a ekonomického růstu, zaměřovala se na mezinárodní srovnání vývoje české ekonomiky a ekonomik tranzitivních zemí a studovala problematiku evropské ekonomické integrace. Byla vědeckou pracovnicí v institucích, jako je Český statistický úřad, Ekonomický ústav AV ČR, Prognostický ústav, Národohospodařský ústav AV ČR a Vysoká škola ekonomie a managementu. Působila také jako poradkyně Úřadu vlády. Růžena Vintrová je laureátkou Ceny Milady Paulové za rok 2010 v oboru ekonomie. 

## Vzdělání a kariéra
1948 - maturita na obchodní akademii v Trutnově
1955 - absolventkou Fakulty statistiky Leningradského finančně-ekonomického institutu
1967 - obhájení kandidátské práce ve Výzkumném ústavu národohospodářského plánování
1968 - zaměstnání v Ekonomickém ústavu ČSAV
1979 - obhajoba doktorské práce na téma  Národohospodářská bilance – nástroj analýzy
1984 - 1993 působila v Československé akademii věd (nejprve v Kabinetu prognóz, později Prognostickém ústavu ČSAV) jako zástupkyně ředitele
1993 - 1994 pracovala v Ústavu pro hospodářskou politiku
1995 - 1998 zaměstnaná v Ekonomicko-analytické laboratoři ČSÚ
1998 - poradkyně v sekci pro hospodářskou politiku místopředsedy vlády Pavla Mertlíka při Radě pro sociální a ekonomickou strategii vlády
2002 - 2004 poradkyně předsedy vlády Vladimíra Špidly pro makroekonomické analýzy
2005 - 2013 vědecká pracovnice v Centru ekonomických studií Vysoké školy ekonomie a managementu